# Рейта (лунный кратер)
Кратер Рейта (лат. Rheita) — крупный древний ударный кратер в южном полушарии видимой стороны Луны. Название присвоено в честь чешского астронома и оптика Антона-Мария Рейта (1597—1660) и утверждено Международным астрономическим союзом в 1935 г. Образование кратера относится к нектарскому периоду.

## Описание кратера

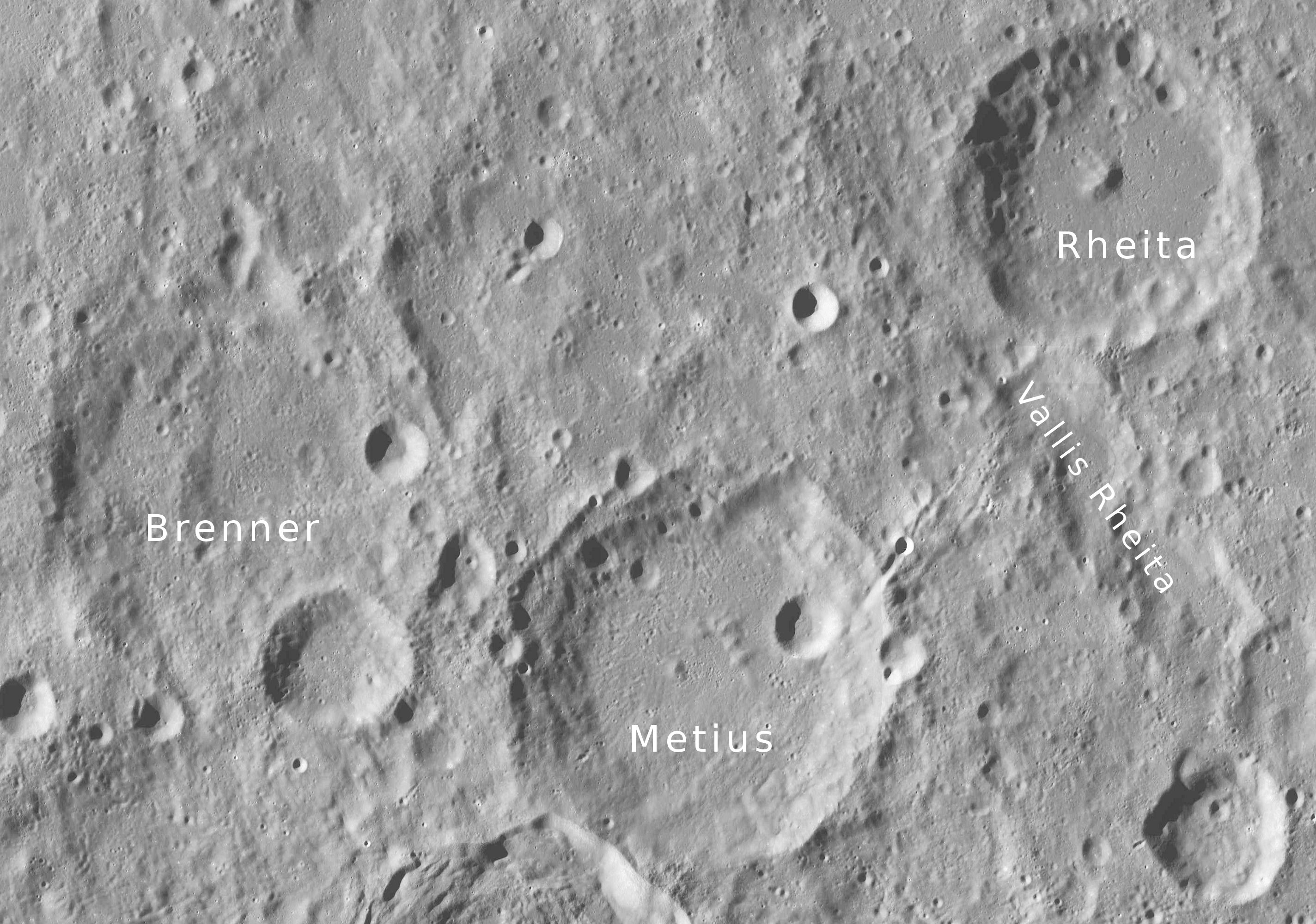
Окрестности кратера Рейта. Снимок зонда Lunar Reconnaissance Orbiter.

Ближайшими соседями кратера являются кратер Неандер на северо-западе; кратер Рейхенбах на севере; кратер Стевин на северо-востоке; кратер Юнг на юго-востоке и кратер Метий на юго-западе. С юго-западной стороны по касательной к кратеру проходит долина Рейта. Селенографические координаты центра кратера 37°06′ ю. ш. 47°10′ в. д. / 37,1° ю. ш. 47,17° в. д., диаметр 70,8 км, глубина 2730 м.
Кратер Рейта имеет близкую к циркулярной форму и значительно разрушен. Вал сглажен и перекрыт множеством кратеров различного размера, особенно в северо-западной и северной части. Внутренний склон неравномерный по ширине, наиболее узкий в восточной части, сохранил слабые остатки террасовидной структуры. Высота вала над окружающей местностью достигает 1290 м, объем кратера составляет приблизительно 4400 км³. Дно чаши сравнительно ровное, отмечено множеством мелких кратеров. Массивный вытянутый центральный пик слегка смещен к северо-западу от центра чаши.

## Сателлитные кратеры
| Рейта | Координаты                                            | Диаметр, км |
| ----- | ----------------------------------------------------- | ----------- |
| A     | 38°03′ ю. ш. 50°03′ в. д. / 38,05° ю. ш. 50,05° в. д. | 11,5        |
| B     | 39°07′ ю. ш. 52°43′ в. д. / 39,11° ю. ш. 52,71° в. д. | 19,4        |
| C     | 35°10′ ю. ш. 44°13′ в. д. / 35,17° ю. ш. 44,21° в. д. | 9,7         |
| D     | 39°03′ ю. ш. 50°05′ в. д. / 39,05° ю. ш. 50,09° в. д. | 5,5         |
| E     | 34°14′ ю. ш. 48°55′ в. д. / 34,24° ю. ш. 48,92° в. д. | 67,7        |
| F     | 35°23′ ю. ш. 48°25′ в. д. / 35,38° ю. ш. 48,41° в. д. | 13,5        |
| G     | 40°37′ ю. ш. 54°18′ в. д. / 40,61° ю. ш. 54,3° в. д.  | 13,9        |
| H     | 39°49′ ю. ш. 51°40′ в. д. / 39,81° ю. ш. 51,66° в. д. | 6,9         |
| L     | 37°41′ ю. ш. 52°59′ в. д. / 37,69° ю. ш. 52,99° в. д. | 10,7        |
| M     | 35°21′ ю. ш. 50°03′ в. д. / 35,35° ю. ш. 50,05° в. д. | 25,9        |
| N     | 35°05′ ю. ш. 49°25′ в. д. / 35,08° ю. ш. 49,41° в. д. | 7,3         |
| P     | 37°57′ ю. ш. 44°26′ в. д. / 37,95° ю. ш. 44,44° в. д. | 10,3        |

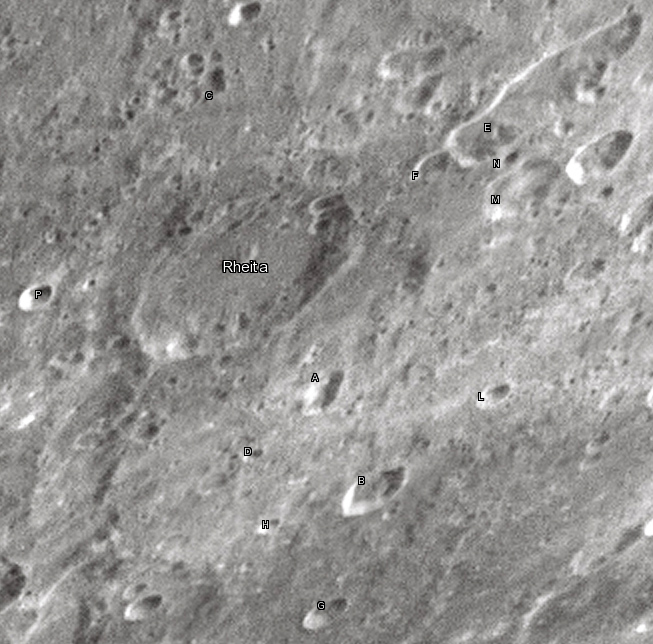
Снимок Девида Кемпбелла.

- Сателлитный кратер Рейта P включен в список кратеров с яркой системой лучей Ассоциации лунной и планетарной астрономии (ALPO)[5].
- Высота двойного центрального пика сателлитного кратера Рейта Е составляет 1000 м[6].

## См.также
- Список кратеров на Луне
- Лунный кратер
- Морфологический каталог кратеров Луны
- Планетная номенклатура
- Селенография
- Минералогия Луны
- Геология Луны
- Поздняя тяжёлая бомбардировка